# Rehobothkerk (Nieuw-Lekkerland)
De Rehobothkerk is een kerkgebouw van de Protestantse Kerk in Nederland in de Nederlandse plaats Nieuw-Lekkerland, provincie Zuid-Holland. Het kerkgebouw behoort bij de Hervormde Gemeente Kinderdijk-Middelweg, naast de Dorpskerk van Kinderdijk. Deze gemeente is ontstaan in 1962 met toen alleen nog de Kinderdijkse Dorpskerk. Met de bouw van de Rehobothkerk in de Nieuw-Lekkerlandse wijk Middelweg werd Middelweg aan de gemeente toegevoegd.
Het is een modern kerkgebouw met een klokkentoren. De kerk is gebouwd in 1972 en ontwerpen door ir. L.R.T. Oskam. In de kerk staat een Monarke elektronisch orgel.